# Ageratinastrum
 Ageratinastrum Mattf., 1932 è un genere di piante angiosperme dicotiledoni della famiglia delle Asteraceae.

## Etimologia
Il nome scientifico del genere è stato definito per la prima volta dal botanico Johannes Mattfeld (1895-1951) nella pubblicazione " Notizblatt des Botanischen Gartens und Museums zu Berlin-Dahlem. Berlin-Dahlem" ( Notizbl. Bot. Gart. Berlin-Dahlem 11: 412) del 1932.

## Descrizione
Le specie di questo genere sono delle erbacee di tipo subarbustivo o arbustivo con cicli biologici perenni e steli annuali densamente frondosi all'apice (gli internodi sono corti). Sulla superficie di queste piante sono presenti peli flagelliformi a peduncolo corto (raramente peli simmetrici a “T”) e anche tricomi. Sono presenti delle radici legnose.
Le foglie sono disposte in modo alterno o a spirale. Possono essere sia brevemente picciolate che sessili. La lamina in genere è intera, stretta o allargata; la consistenza può essere membranacea. Le venature normalmente sono pennate. I margini sono continui o seghettati. La superficie può essere tomentosa, sparsamente pelosa o glabrescente; sono presenti ghiandole puntate.
L'infiorescenza è formata da capolini omogami separati (sessili) spesso in formazioni corimbose ma anche solitari, raramente in formazioni scorpioidi. La struttura dei capolini è quella tipica delle Asteraceae: un peduncolo sorregge un involucro a forma da campanulata a subglobosa composto da 30 squame (o brattee) disposte su 3 - 4 serie che fanno da protezione al ricettacolo sul quale s'inseriscono i fiori di tipo tubuloso. Le brattee dell'involucro, persistenti, a volte sono divise in esterne e interne (quest'ultime più larghe). Il ricettacolo, piatto e debolmente alveolato, normalmente è sprovvisto di pagliette (ricettacolo nudo).
I fiori (circa 15) sono tetra-ciclici (ossia sono presenti 4 verticilli: calice – corolla – androceo – gineceo) e pentameri (ogni verticillo ha in genere 5 elementi). I fiori sono inoltre ermafroditi e actinomorfi.
- Formula fiorale:

*/x K {\displaystyle \infty }, [C (5), A (5)], G 2 (infero), achenio
- Calice: i sepali del calice sono ridotti ad una coroncina di squame.
- Corolla: la corolla è pubescente per peli sinuosi o lanosi. Il colore varia da porpora a malva (i colori sono più forti nella metè superiore).
- Androceo: gli stami sono 5 con filamenti liberi e distinti, mentre le antere sono saldate in un manicotto (o tubo) circondante lo stilo.[10] Le antere alla base sono arrotondate (o con delle code corte), mentre le appendici apicali sono ampiamente ialine; in genere sono prive di ghiandole. Il polline è del tipo triporato (con le fessure di germinazione costituite da tre pori)[11]; con polline triporato la parte più esterna dell'esina è sollevata a forma di creste e depressioni ("lophato").
- Gineceo: lo stilo è filiforme (subulato) con base con larghi nodi o protuberanze. Gli stigmi dello stilo sono due lunghi e divergenti; sono sottili, pelosi e con apice acuto. L'ovario è infero uniloculare formato da 2 carpelli. Gli stigmi hanno la superficie stigmatica interna (vicino alla base).[12]

I frutti sono degli acheni con pappo. Gli acheni, con forme obovoidi-oblunghe o a spirale e troncati all'apice, hanno 4 - 5 coste. Sulla superficie degli acheni (liscia o fortemente rugosa) sono presenti dei tricomi oppure dei tubercoli; all'interno si può trovare del tessuto di tipo idioblasto e rafidi di tipo subquadrato da corti a elongati; non è presente il tessuto fitomelanina. Il pappo, persistente, è formato il più delle volte da 5 - 7 scaglie, libere o connate.

## Biologia
- Impollinazione: l'impollinazione avviene tramite insetti (impollinazione entomogama tramite farfalle diurne e notturne).
- Riproduzione: la fecondazione avviene fondamentalmente tramite l'impollinazione dei fiori (vedi sopra).
- Dispersione: i semi (gli acheni) cadendo a terra sono successivamente dispersi soprattutto da insetti tipo formiche (disseminazione mirmecoria). In questo tipo di piante avviene anche un altro tipo di dispersione: zoocoria. Infatti gli uncini delle brattee dell'involucro si agganciano ai peli degli animali di passaggio disperdendo così anche su lunghe distanze i semi della pianta.

## Distribuzione e habitat
Le specie di questo gruppo si trovano principalmente in Africa tropicale.

## Tassonomia
La famiglia di appartenenza di questa voce (Asteraceae o Compositae, nomen conservandum) probabilmente originaria del Sud America, è la più numerosa del mondo vegetale, comprende oltre 23 000 specie distribuite su 1 535 generi, oppure 22 750 specie e 1 530 generi secondo altre fonti (una delle checklist più aggiornata elenca fino a 1 679 generi). La famiglia attualmente (2021) è divisa in 16 sottofamiglie.

### Filogenesi
Le specie di questo gruppo appartengono alla sottotribù Erlangeinae descritta all'interno della tribù Vernonieae Cass. della sottofamiglia Vernonioideae Lindl.. Questa classificazione è stata ottenuta ultimamente con le analisi del DNA delle varie specie del gruppo. Da un punto di vista filogenetico in base alle ultime analisi sul DNA la tribù Vernonieae è risultata divisa in due grandi cladi: Muovo Mondo e Vecchio Mondo. I generi di Erlangeinae appartengono al subclade relativo all'Africa tropicale e meridionale (l'altro subclade africano comprende anche specie delle Hawaii) frammisti ai generi di altre sottotribù; si tratta quindi di un clade non ancora ben risolto filogeneticamente.
La sottotribù, e quindi i suoi generi, si distingue per i seguenti caratteri:
- le specie della sottotribù sono principalmente di origine Africana;
- nella pubescenza sono presenti peli da asimmetrici a simmetrici a forma di "T";
- alcune specie hanno delle foglie pennate divise in segmenti;
- le infiorescenze in genere non sono sottese alla base da brattee fogliacee;
- il polline varia da triporato a tricolporato;
- gli acheni possono avere da 4 a 12 coste;
- il pappo è cupoliforme.

In precedenza la tribù Vernonieae, e quindi la sottotribù di questo genere, era descritta all'interno della sottofamiglia Cichorioideae.
I caratteri distintivi per le specie di questo genere sono:
- le pagliette sono presenti solamente alla periferia del ricettacolo;
- la pubescenza degli steli è patente;
- le foglie in genere sono disposte in modo opposto o a spirale (altrimenti sono alterne);
- i lobi della corolla sono ricoperti da molti peli;
- il numero dei fiori per capolino è 15.

### Elenco delle specie
Questo genere ha 4 specie:
- Ageratinastrum katangense Lisowski
- Ageratinastrum lejolyanum  (Adamska & Lisowski) Kalanda
- Ageratinastrum palustre  Wild & G.V.Pope
- Ageratinastrum polyphyllum  (Baker) Mattf.

### Sinonimi
Sono elencati alcuni sinonimi per questa entità:
- Ageratina O.Hoffm., 1900